# Mambo Só
Mambo Só é o 15º álbum de estúdio do cantor brasileiro Zeca Baleiro. Foi lançado em 28 de julho de 2023 pelo selo Saravá Discos com distribuição da ONErpm.

## O Álbum
O disco explora diversas sonoridades e temas atuais, como refúgio, redes sociais e tecnologia. Destaque para a faixa “Povero”, fruto da parceria entre o cantor e a ONG Adus, que acolhe solicitantes de refúgio e busca a valorização e inserção social, econômica e cultural desses imigrantes. Os três artistas que participam, inclusive, são refugiados da Síria/Palestina, do Irã e do Congo.
“Ventos de Outono”, um dos singles do álbum, foi composta durante a pandemia de COVID-19, flutuando em torno dos sentimentos que enchiam a vida do músico à época.
Na canção Steve Jobs, Zeca faz uma reflexão sobre o uso da tecnologia no mundo atual, utilizando-se de um sarcasmo ímpar, que não poupa nem o som artificial de um público rindo, típicas dos programas de humor com plateia.

### Arte da Capa
A arte da capa é assinada pela artista maranhense Isabel Nascimento e o projeto gráfico virtual é criação de Andrea Pedro.

## Faixas
| N.º | Título                                                                   | Compositor(es)                   | Duração |  |
| 1.  | "Mautneriana [Vinheta]"                                                  | Zeca Baleiro                     | 0:32    |  |
| 2.  | "Vento de Outono"                                                        | Zeca Baleiro                     |         |  |
| 3.  | "Coração do Sol"                                                         | Zeca Baleiro, Juliano Holanda    | 3:15    |  |
| 4.  | "Mambo Só (Participação: Edson Cordeiro)"                                | Zeca Baleiro                     | 2:48    |  |
| 5.  | "Você Goza Com Dinheiro"                                                 | Zeca Baleiro                     | 2:37    |  |
| 6.  | "Povero (Participação: Oula, Mah Mooni e Leon Matumona)"                 | Zeca Baleiro, Raul Misturada     | 3:12    |  |
| 7.  | "Viva Primeiro, Poste Depois [Vinheta]"                                  | Zeca Baleiro                     | 1:03    |  |
| 8.  | "Depois da Primavera"                                                    | Zeca Baleiro, Juliano Holanda    | 3:20    |  |
| 9.  | "Tempo Escuro"                                                           | Zeca Baleiro                     | 3:07    |  |
| 10. | "Funk da Nova Era [Vinheta] (Participação: Ana Duartti e Tatiana Parra)" | Zeca Baleiro                     | 0:57    |  |
| 11. | "Eu Te Admirava Mais"                                                    | Zeca Baleiro, Vinícius Cantuária | 2:38    |  |
| 12. | "De Longe Toda Serra É Azul (Participação: Daíra)"                       | Zeca Baleiro                     | 2:58    |  |
| 13. | "Entrevista Sobre Steve Jobs [Vinheta]"                                  | Zeca Baleiro                     | 1:00    |  |
| 14. | "Steve Jobs (Participação: Moda de Rock)"                                | Zeca Baleiro                     | 2:30    |  |

## Créditos
- Zeca Baleiro - Voz, violão
- Pedro Cunha - Teclados
- Tuco Marcondes - Guitarra
- Fernando Nunes - Baixo elétrico
- Kuki Stolarski - Baterias
- Tiquinho - Trombones
- Hugo Hori - Saxofone, Flauta
- Érico Theobaldo - Programação, Sintetizadores
- Bianca Godói
- Ricardo Vignini - Viola
- Zé Helder - Viola
- Sérgio Fouad - Mixagem
- Flávio Decaroli Sani - Masterização